# Сидар (озеро, США)
Сидар (англ. Cedar Lake — кедровое озеро) — озеро в юго-западной части Миннеаполиса. Площадь водной поверхности составляет 0,68 км², максимальная глубина — 16 метров.
Южнее его располагается озеро Бде-Мака-Ска, восточнее — озеро Те-Айлс, севернее — озеро Брауни. На западном берегу располагается парк, на восточном берегу — жилой район, по северному берегу проходит один из путей железной дороги BNSF Railway.
Вместе с близлежащими озёрами является частью местной системы парков. Вокруг озера устроены дорожки для пеших прогулок и катания на велосипедах и скейтах. На его берегах располагается три пляжа; также озеро является популярным местом для катания на каноэ.
В озере водятся различные виды рыб
. Некоторые живущие в озере виды рыбы употреблять в пищу не рекомендуется из-за возможного загрязнения ртутью и/или перфтороктансульфоновой кислотой.
На озере Сидар работает плавучая библиотека (floating library), которую организовала Сара Питерз (Sarah Peters). По её словам, ей хотелось объединить в одном месте вещи, которые она любит: книги, лодки и воду. В необычной лодке-библиотеке можно найти книги, журналы, брошюры для отдыхающих, которые хотят совместить отдых и чтение.